# Hemingford
Hemingford és una població dels Estats Units a l'estat de Nebraska. Segons el cens del 2000 tenia 993 habitants.

## Demografia
Segons el cens del 2000, Hemingford tenia 993 habitants, 373 habitatges, i 258 famílies. La densitat de població era de 589,8 habitants per km².
Dels 373 habitatges en un 38,9% hi vivien nens de menys de 18 anys, en un 56,3% hi vivien parelles casades, en un 9,9% dones solteres, i en un 30,6% no eren unitats familiars. En el 28,4% dels habitatges hi vivien persones soles el 15% de les quals corresponia a persones de 65 anys o més que vivien soles. El nombre mitjà de persones vivint en cada habitatge era de 2,58 i el nombre mitjà de persones que vivien en cada família era de 3,18.
Per edats la població es repartia de la següent manera: un 30,5% tenia menys de 18 anys, un 7% entre 18 i 24, un 25,9% entre 25 i 44, un 20,6% de 45 a 60 i un 15,9% 65 anys o més.
L'edat mediana era de 38 anys. Per cada 100 dones de 18 o més anys hi havia 90,1 homes.
La renda mediana per habitatge era de 35.982 $ i la renda mediana per família de 44.167 $. Els homes tenien una renda mediana de 32.159 $ mentre que les dones 20.500 $. La renda per capita de la població era de 14.944 $. Aproximadament el 8,8% de les famílies i el 10,2% de la població estaven per davall del llindar de pobresa.

## Poblacions més properes
El següent diagrama mostra les poblacions més properes.